# Heinrich Scherrer (Politiker)

Heinrich Scherrer (* 12. Dezember 1847 in Nesslau; † 25. November 1919 in St. Gallen) war ein Schweizer Jurist und Politiker.

## Leben und Werk

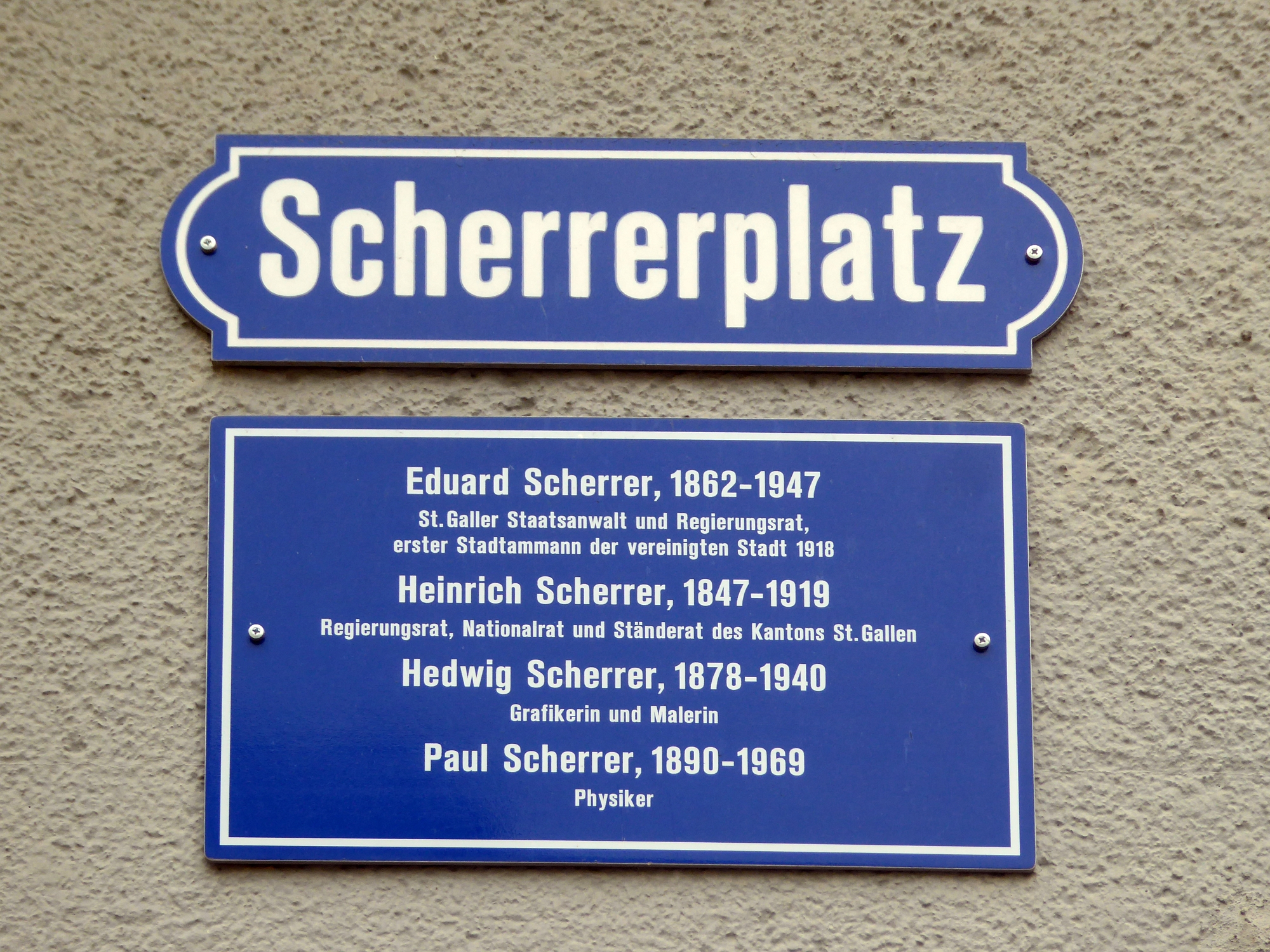
Scherrerplatz in St. Gallen

Scherrer, der Sohn des Bauers Wendelin und der Susanne geb. Kuratle, besuchte die Gymnasien in Schiers und Basel. Nach dem Studium der Rechte und Nationalökonomie in Basel, Berlin und Zürich arbeitete er von 1875 bis 1902 als Anwalt in St. Gallen. Während des Studiums beschäftigte er sich mit dem Marxismus, lehnte jedoch revolutionäre Umwälzungen ab. Die Lösung der sozialen Frage sah er unter dem Einfluss der naturwissenschaftlichen Ideen Rudolf Virchows in der Sozialreform. 1869 nahm er am Kongress der 1. Internationale in Basel teil. Er zählte zu den führenden Grütlianern und präsidierte von 1882 bis 1890 den schweizerischen Grütliverein. Mit Caspar Decurtins und Theodor Curti gründete er 1887 den sogenannten Neuen Schweizer Arbeiterbund. Im Kanton St. Gallen gehörte Scherrer 1888 zu den Mitgründern der Demokratischen und Arbeiterpartei und den Mitinitianten der Revisionsbewegung von 1888 bis 1890, die mehr staatliche Eingriffsrechte durchsetzte.
Er galt als einer der Träger der demokratisch-konservativen Allianz gegen die freisinnige Vormacht. Von 1889 bis 1902 war er Erziehungsrat, von 1891 bis 1902 Grossrat, von 1902 bis 1919 Regierungsrat (Vorsteher des Volkswirtschafts- bzw. Erziehungsdepartements) und von 1902 bis 1911 Nationalrat. 1905 trat er in die SP St. Gallen ein, zu der er stets ein gespanntes Verhältnis hatte. Von 1911 bis 1919 war er der erste sozialdemokratische Ständerat. Nach seinem Tod folgte ihm Anton Messmer in den Ständerat.
Scherrer setzte sich für die Kranken- und Unfallversicherung sowie den Arbeiterschutz ein (1897 nahm er an der internationalen Konferenz in Zürich teil, 1900 war er Präsident des Internationalen Arbeitsamts in Basel), sass von 1912 bis 1919 als Vizepräsident im Verwaltungsrat der Schweizerischen Unfallversicherungsanstalt (Suva) und reichte 1906 eine Motion für die Schaffung von Schiedsgerichten zur Beilegung von Kollektivstreitigkeiten ein. Als Major der Schweizer Armee wandte er sich gegen den antimilitaristisch-internationalistischen Flügel der SP, bejahte 1907 die neue Militärorganisation und verteidigte 1916 die Armee als notwendiges Instrument zur Erhaltung der Unabhängigkeit.